# Sacramental (obra)
O Sacramental é uma obra de pastoral redigida por Clemente Sánchez de Vercial em 1423. Teve uma grande expansão na Península Ibérica, quer manuscrita, quer impressa. Conhecendo-se mais de uma dezena edições entre finais do século XV e meados do século XVI, altura em que foi colocada no Index dos livros proibidos. Existem quatro edições em língua portuguesa e uma em catalão. 

A primeira edição foi impressa em Chaves em 1488. O Sacramental é considerado o primeiro livro impresso em língua portuguesa.